# Пітер Барлоу
Пітер Барлоу (англ. Peter Barlow; 13 жовтня 1776 — 1 березня 1862) — англійський фізик і математик.

## Біографічні дані
Барлоу народився в Норвічі. Освіту отримав самостійно. В 1801 році у віці двадцяти п'яти років його було призначено викладачем математики в Королівське військове училище у Вулічі (південно-східний Лондон). На цій посаді Барлоу працював до 1847 року. У 1823 році він став членом Королівського товариства а через два роки отримав медаль Коплі. Член Петербурзької (1826) і Французької (1828) академій наук. У 1832 році його було обрано почесним членом Американської академії мистецтв і наук. Барлоу приділяв багато уваги паровозобудуванню і брав участь у засіданнях залізничних комісій у 1836, 1839, 1842 та 1845 роках. Він також провів декілька розслідувань для новоствореної Залізничної інспекції на початку 1840-х років.
Його сини Пітер Вільям Барлоу та Вільям Генрі Барлоу стали видатними інженерами-будівельниками XIX століття.

## Наукові заслуги

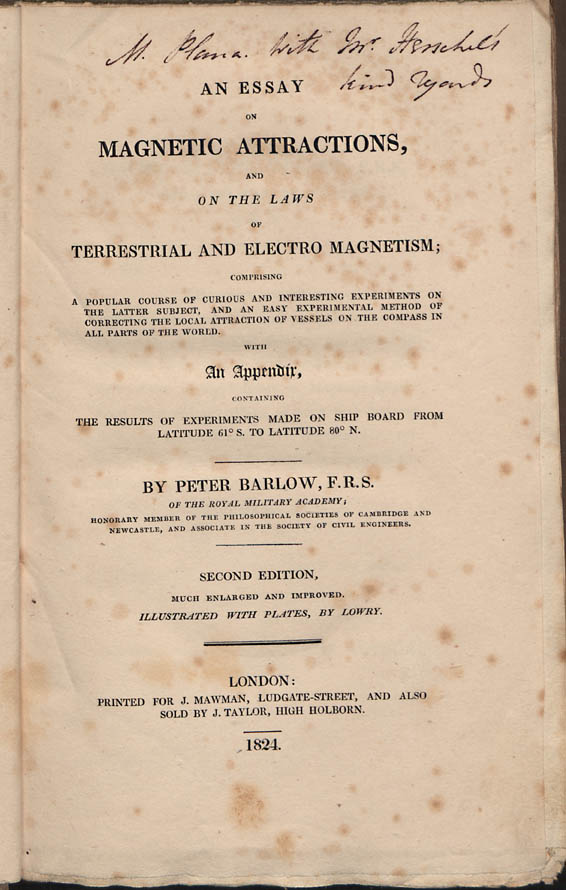
Essay on magnetic attractions, and on the laws of terrestrial and electro magnetism, 1824

Наукові роботи відносяться до магнетизму, електромагнетизму, оптики. Підготував математичні таблиці квадратів та кубів, квадратних і кубічних коренів, обернених величин всіх цілих чисел до 12500 («таблиці Барлоу»). Вивчав досконалі числа. Досліджував земний магнетизм, вивчав вплив заліза на покази корабельного компаса і запропонував метод його коригування. Провів піонерські дослідження опору металів, деревини, каменю, цементу. Він зробив значний внесок у створення «Encyclopaedia Metropolitana».
Барлоу отримав багато нагород від британських і зарубіжних наукових співтовариств.
Його основні роботи:
- «Елементарні дослідження з теорії чисел»[12] (1811);
- «Новий математичний і філософський словник»[13] (1814);
- «Нові математичні таблиці»[14] (1814);
- «Нарис про магнітне притягання, а також про закони земного та електромагнетизму» (1824).

Пітер Барлоу також опублікував декілька робіт з теорії міцності матеріалів, а саме «Нарис про міцність і напруження в деревині» (1817) та «Монографію про опір матеріалів». Шосте видання (1867) першої з цих робіт було підготовлене синами Барлоу після його смерті і доповнене біографією їх батька.
Також, відомий роботами, присвяченими дослідженню електромагнетизму (колесо Барлоу), розробці конструкцій ахроматичних телескопів (лінза Барлоу).